# Perilampus ruschkai
Perilampus ruschkai is een vliesvleugelig insect uit de familie Perilampidae. De wetenschappelijke naam is voor het eerst geldig gepubliceerd in 1924 door Hellén.